# Phyllanthus axillaris
Phyllanthus axillaris är en emblikaväxtart som först beskrevs av Olof Swartz, och fick sitt nu gällande namn av Johannes Müller Argoviensis. Phyllanthus axillaris ingår i släktet Phyllanthus och familjen emblikaväxter. IUCN kategoriserar arten globalt som starkt hotad. Inga underarter finns listade i Catalogue of Life.